# فرودگاه شهرستان درومهلر
فرودگاه شهرستان درومهلر (به انگلیسی: Drumheller Municipal Airport) یک فرودگاه همگانی است که یک باند فرود آسفالت دارد و طول باند آن ۱۰۶۷ متر است. این فرودگاه در کشور کانادا قرار دارد و در ارتفاع ۷۹۲ متری از سطح دریا واقع شده‌است.